# Vaux-en-Amiénois
Vaux-en-Amiénois település Franciaországban, Somme megyében. Lakosainak száma 440 fő (2022. január 1.). Vaux-en-Amiénois Argœuves, Bertangles, Flesselles, Saint-Sauveur, Saint-Vaast-en-Chaussée és Vignacourt községekkel határos.

## Népesség
A település népessége az elmúlt években az alábbi módon változott:
| Lakosok száma | 694  | 957  | 773  | 637  | 482  | 287  | 401  | 433  | 406  | 440  |
|               | 1800 | 1841 | 1866 | 1886 | 1911 | 1946 | 1982 | 2008 | 2017 | 2022 |